# 조 마로스
조 마로스(Joe Maross, 1923년 2월 7일 ~ 2009년 11월 7일)는 미국의 배우, 텔레비전 배우이다.

## 영화
- 여인의 계단 (1981년)
- 달라스 (1978년)
- 형사 Q (1976년)
- 경찰 초년병 (1972년)
- 짤즈버그 커넥션 (1972년)
- 스탬퍼가의 대결 (1971년)
- 위험한 지혜 (1970년)
- 제5전선 (1966년)
- FBI (1965년)
- 페이튼 플레이스 - TV 시리즈 (1964년)
- 도망자 (1963년)
- 벤 케이시 (1961년)
- 엘머 갠트리 (1960년)
- 클라크게이블의 위대한 승리 (1958년)
- 페리 메이슨 (1957년)
- 애즈 더 월드 턴즈 (1956년)
- 딜론 보안관 (1955년)
- 디즈니랜드 (1954년) - 미스터 햇필드 역
- 스튜디오 원 (1948년)